# Revista de Copacabana
A Revista de Copacabana foi um periódico brasileiro, com publicação inicial em 1945 no Rio de Janeiro, destinada ao público adulto.
A revista trazia artigos em que analisava o comportamento do carioca, como por exemplo o artigo "Roupismo" de Lúcia Benedetti, de 1949, onde comenta a ação policial na repressão aos trajes de banho fora da praia.
Em suas páginas eram publicadas as notícias e fotografias dos membros do Foto Clube Brasileiro, depois da extinção em 1932 de sua revista própria.
A edição número 50 de 1950 no quinto ano da revista, exclusiva para maiores de dezoito anos, trazia na capa e contracapa fotos da vedete e naturista Luz del Fuego, numa matéria assinada por Nelson do Nascimento e Isaac Kauffman; ali os jornalistas assinalam que "Hoje abrimos espaço para apresentar um dos nomes de maior evidência do mundo artístico brasileiro: Luz del Fuego. Formosa e cheia de talento, Luz del Fuego é uma das mais felizes expressões de nossa ribalta", e a matéria era ricamente ilustrada com imagens da atriz nua.